# 인터넷 팩스
인터넷 팩스(Internet fax)는 인터넷을 사용하여 팩스를 보내고 받는다.
전통적인 팩스 송신은 전화 네트워크를 통해 문서의 복사본을 팩스기에서 다른 팩스기로 스캔하는 것이다. 인터넷 팩스, 곧 온라인 팩스는 인터넷을 통해 이러한 행위를 수행하는 일반적인 용어이다.
인터넷 팩스를 사용하게 되면 별도의 전화선이 필요 없고, 종이가 불필요하며 전자 우편에 통합되고, 여러 개의 팩스를 동시에 보내고 받을 수 있으며 전화 비용이 줄어든다는 장점이 있다. 기업에서 그룹웨어 서비스와 통합되어 직원들에게 서비스를 제공하기도 하며 콜센터 CTI와 연동되어 고객에게 편리하게 팩스 데이터를 휴대폰으로 전송 할 수도 있다.

## 전통적인 팩스
전동적인 방법은 팩스를 전화선(PSTN)을 이용하여 전송하는 방법이다.
- 팩스 기기 → 전화선 → 팩스 기기

스캐너, 모뎀, 프린터로 이루어진 전자장치인 팩스를 통해 데이터는 전화선의 전자신호로 변환되고, 전송하는 방법이다. 데이터는 하나의 이미지로서 전송되어 프린트된다.
전통적인 방법은 전화선이 필요하며, 한번에 하나의 팩스만 보내고 받을 수 있는 단점이 있다.
Internet Fax
해외나 먼 장거리를 통한 Fax전송에 있어서 통신비용을 절감할 수 있는 방법이다. 인터넷 비용만으로도 팩스를 송수신할 수 있는 방법으로서, 수신장치도 Internet Fax기능이 있어야 수신할 수 있다.
복사된 내용이 TIFF나 PDF로 변환되고 MIME포맷으로 이메일에 첨부되며, 인터넷이나 사내망의 TCP/IP를 통해 전송이 된다.
IP Fax and IP Address Relay
IP Fax는 데이터를 어떤 장치에서 다른 IP를 가진 장치로 사내망을 이용하여 전송하는 방법이다. 네트워크 망을 구축하는 비용을 제외한 기타 전송비용이 발생하지 않는 장점이 있다.
IP 중계기가 각 장치에서 목표 IP를 가진 장비로 데이터를 전송하기에, IP Fax는 Office Mail Server 또는 전용 서버를 필요로 하지 않는다.

## 컴퓨터 기반 팩스
모뎀이 PC로 보급되면서, 컴퓨터들은 팩스를 서로 직접적으로 전송하기 시작했다. 팩스를 보낼 문서를 인쇄하고 팩스기계로 보내는 것이 아니라, 문서를 출력하지 않고 직접 FAX 소프트웨어에 의해 전송하는 방법이다.
- 컴퓨터 → 전화선 → 팩스 기기
- 팩스 기기 → 전화선 → 컴퓨터

이 방법의 단점은, 팩스를 받기위해서는 컴퓨터와 해당 소프트웨어는 항상 실행된 채로 대기하고 있어야 한다는 점이다.
참고: 이 방법과 Inter Faxing의 차이점은, 정보가 전화망을 통해 바로 전송되는지, 아니면 인터넷을 통해 전송되는지 차이가 있다.

## 인터넷 팩스 서버 및 게이트웨이
인터넷은 여러 방법을 통해 팩스를 보내고 받을 수 있는 방법을 개발할 수 있도록 하였으며, 그 중 일반적인 방법이 컴퓨터를 기반으로 팩스를 처리하는 방법으로서 Fax Server/GateWay를 이용하여 팩스를 E-mail로 변환하여 전송하는 것이다.
- 수신: 팩스 기기 → 전화선 → 팩스 게이트웨이 → 이메일 메시지 (인터넷) → 컴퓨터 이메일 계정

팩스는 Public Switched Telephone Network(PSTN, 공중교환전화망)을 통해 Fax Server로 전송되며, Fax Server는 Fax를 받아 이를 PDF나 TIFF 형태로 변환하게 된다. 그리고 변환된 FAX는 Web Server로 전송되며, 등록된 사용자에게 팩스가 도착했음을 E-mail이나 휴대폰을 통해 확인하고, Web Server가 호스팅하는 웹애플리케이션을 통해 확인하게 된다.
- 송신: 컴퓨터 → 인터넷 → 팩스 게이트웨이 → 전화선 → 팩스 기기

공급자 웹사이트에서 사용자가 전송하려는 문서를 특정 Fax 번호로 발송하면, Web Server에 의해서 문서는 PDF로 변환되고 발송되게 된다. 변환된 Fax정보는 Standard Telephone Network에 의해 수신 Fax장치로 전송되고 수신되게 된다. 문서를 보낸 사용자는 공급자 웹사이트를 통해 팩스가 성공적으로 전송되었음을 확인받을 수 있다.
Internet Fax Service는 인터넷에 연결된 컴퓨터로 공급자 웹사이트에 접속해 팩스를 원하는 대상 Fax 번호로 문서를 전송할 수 있다. 이 방법은 다음과 같은 장점을 가진다.
- 팩스 기계의 불필요 → 팩스기계의 유지비용, 종이, 토너, 기기 수리 등이 사라진다.
- 언제 어디서나 사용가능 → 인터넷으로 제공되는 인터페이스를 통해 모든 것이 이루어지므로, 인터넷에 연결된 컴퓨터만 있으면 언제, 어디서나 팩스 서비스를 이용할 수 있다.
- 보안성 → 계정을 로그인한 유저만이 팩스를 확인할 수 있으므로, 타인에 의해서 팩스가 노출될 일이 줄어들게 된다.
- 설치 불필요 → 인터넷에 연결된 컴퓨터와 브라우저만 있다면, 다른 장치 없이 팩스 서비스를 이용할 수 있다.
- 전화선이 필요 없음 → 팩스를 전송하기 위해 전화국에 등록할 필요 없다.
- 동시성→ 수많은 팩스가 동시에 송수신이 될 수 있다. 사용자가 컴퓨터를 꺼두더라도 팩스 수신이 이루어진다.

## VoIP를 통한 팩스
VoIP(Voice over Internet Protocol, 인터넷 전화)를 통해 팩스를 전송하는 방법이다. 변환된 팩스 신호는 VoIP 통화신호와 다르기 때문에, VoIp로 팩스를 보내는 새로운 표준(T.38)이 만들어졌다. 해당 VoIP Adapter/Gateway가 T.38를 지원한다면, 대부분의 팩스장치들은 전화선에 설치하는 것과 마찬가지로 VoIP에 연결해 사용할 수 있다.
- 팩스 기기 → VoIP 어댑터 → VoIP 게이트웨이 → 전화선 → 팩스 기기

기존의 전통적인 방법처럼 이 방법도 한번에 하나의 팩스만 송수신할 수 있다.

## 전자 우편을 통한 팩스
iFax(T.37)은 팩스 장치가 바로 E-mail을 통해서 팩스를 전송하도록 설계되었다. Fax들은 TIFF-F 형태로 E-mail에 첨부되어 전송된다.
- iFax 기기 → 전자 우편 메시지 (인터넷) → 컴퓨터 전자 우편 계정
- iFax 기기 → 전자 우편 메시지 (인터넷) → iFax 계정 (전자 우편 주소 사용)

iFax(T.37)을 지원하는 새로운 팩스 장치가 필요하며, 송수신하는 Fax 장비의 E-mail주소도 필요하다. 특정 전화번호에 해당하는 E-mail주소를 검색하여 팩스를 전송하는 시스템은 현재 개발 중에 있다.(http:///rfc.archivesat.com/rfc4143.htm).
기존의 팩스 기기와 함께 동작하게 하기 위해, 모든 iFax 기기는 표준 팩스 방식을 지원한다. iFax는 Fax Gateway와 결합되어 사용할 수 있다.
- iFax 기기 → 전자 우편 메시지 (인터넷) → 팩스 게이트웨이 → 전화선 → 전통 팩스 기기

## 같이 보기
- 팩스
- 팩스 서버

## 참조
- (영어) Fax Voip Software: T.38 and Fax over G.711 Solutions